# ميركو فوتشينيتش
ميركو فوسينيتش، من مواليد 1 أكتوبر 1983 في نيكسيتش في الجبل الأسود، لاعب كرة قدم من الجبل الأسود.

## بدايته
بدأ مسيرته الكروية مع نادي سوتييسكا نيكسيتش في موسم 1999/2000، وشارك معهم في 9 مباريات وسجل 4 أهداف.

## انتقاله إلىنادي ليتشي
ذاع صيت ميركو فوسينيتش مبكرا بحيث في سن 17 عاما خطفه بسرعة نادي ليتشي الإيطالي خلال صيف عام 2000. ويعود الفضل في ذلك للمدير الرياضي لنادي انذاك بانتاليو كورفينو بحيث كان له اعين في أوروبا الشرقية اكدت له على موهبة ميركو. وكان أكثر موسم تالق فيه هو موسمه الرابع في الفريق بحيث كان يبلغ من العمر21 سنة بحيث سجل 19 هدفا في 28 مباراة في دوري الدرجة الأولى الإيطالي بعد هذا الموسم ناجح، لم يكن محظوظ في الموسم الموالي بحيث توقف رصيده من الاهداف إلى تسعة أهداف فقط في 31 مباراة بعد الاصابات المتكررة التي تعرض لها.

## انتقاله إلىنادي روما
وقع يوم 30 أغسطس 2006، على اعارة لمدة سنة واحدة مقابل 3.25 مليون يورو دفعها نادي روما مع إمكانية شراء عقده في نهاية السنة بخصم 50 ٪ من حقوق ليتشي وبالفعل اضاف روما لنادي ليتشي في نهاية هذا الموسم 3.75 مليون يورو كمبلغ إضافة من الصفقة.
خلال أول موسم له في روما، لم يسعفه الحظ بحيث قام بعملية جراحية في ركبته اليسرى مرتين. بإضافة لوجود لصاحب الحذاء الذهبي الأوروبي فرانشيسكو توتي وهو المهاجم وحيد في خطة روما التكتيكية وبهذا لم يعط فوسينيتش الكثير من وقت للعب. على الرغم من هذا، نجح في تسجيل ثلاثة أهداف : الهدف الأول له مع روما في الفوز 1-0 ضد سيينا يوم 28 يناير 2007، والهدف الأول له في دوري ابطال أوروبا خلال مباراة الدور ربع النهائي 2-1 ضد مانشستر يونايتد في 4 أبريل 2007. وسجل أيضا هدف آخر دوري الدرجة الأولى الإيطالي خارج أرضه أمام كاتانيا في مباراة شهدت فوز روما على ميسينا 2-0. في بداية موسم 2007-08، دفع نادي روما لليتشي سعر متفق عليها مسبقا من الصفقة € 3.75M، ليفوز بتوقيع فوسينيتش. وقرر ميركو ارتداء القميص رقم 9، الذي كان للفينتشنزو مونتيلا في ثمانية مواسم الماضية، وقال أيضا إنه يود أن يفعل نفس الشيء الذي قام به مونتيلا في روما. كما تم الاعتماد على المخضرم فرانشيسكو توتي كمهاجم وحيد، وبدأ فوسينيتش في لعب كجناح ايسر حسب خطة لوتشيانو سباليتي 4-2-3-1. وسجل أول هدف له هذا الموسم في الفوز 2-1 ضد سبورتنغ لشبونة، في دوري ابطال أوروبا، والسماح لروما للحصول على هدف مهم لكي يفوز بثلاث نقاط. في المباراة التالية خارج أرضه أمام ميلان في سان سيرو، كان المهاجم المخضرم فرانشيسكو توتي المصاب، بدأ فوسينيتش كمهاجم وسجل من ضربة رأس من كرة عرضية من زميله في الفريق سيسينيو. وكان الهدف الوحيد في المباراة لروما واستطاعت الفوز على منافستها. وأثبت مرة أخرى على موهبته في اقتناص الاهداف، كما انه ترك بصمته في المباراة ضد غريمه التقليدي لاتسيو وهي المباراة التي فاز بيها روما ب 3-2 بحيث سجل فوسينيتش هدف التعادل بقدمه اليسرى وكانت تمريرة الهدف الثالث من قدمه إلى زميله سيموني بيروتا. وسجل فوسينيتش هدف اخر من ضربة رأس ضد ريال مدريد على ملعب سانتياغو برنابيو، وتأمين الفوز 2-1 لفريقه، فضلا عن التأهيل للجولة تالية. في يونيو 2008 وأخيرا اشترى روما اشترى عقد الاعب عن طريق دفع لليتشي 12 مليون اورو. يوم 4 نوفمبر 2008، سجل هدفين في مباراة روما في دوري ابطال أوروبا في دور المجموعات ضد نادي تشيلسي، وهي المباراة التي انتهت بفوز روما 3-1. يوم 1 يونيو 2009، أعلن نادي روما على تمديد عقد فوسينيتش لمدة 4 سنوات، وزاد راتبه السنوي من 4 ملايين في موسم 2009-10 إلى 4.7m في الموسم حتى موسم 2012-13. في بداية دوري الدرجة الأولى الإيطالي 2009-10 كانت البداية سيئة لروما، مما اضطر المدرب لوتشيانو سباليتي إلى الاستقالة بعد خسارتين متتاليتن. ومع وصول المدرب الجديد كلاوديو رانييري فشل في البداية في تغيير الأمور مع فريق واستمر في الانزلاق على الترتيب كما انه كان غضب كبير من الجماهير التي كانت تقوم بصيحات الاستهجان على فوسينيتش في أوائل نوفمبر تشرين الثاني 2009 ضد بولونيا وذلك بعدما سجل هدفه الأول هذا الموسم. ومع ذلك، بعد فوزها في تلك المباراة، استطاع روما في عدم الخسارة في 24 مباراة متتالية، وزادت المنافسة على لقب ذات مصداقية بحلول نهاية، ويعود الفضل في جزء كبير منه إلى فوسينيتش الذي عاد إلى التسجيل بقوة بحيث سجل هدفين في الفوز على غريمه لاتسيو.

## معالمنتخب الوطني
لعب مع منتخب صربيا ومونتينيغرو لكرة القدم منذ عام 2005 وحتى عام 2006، وشارك معهم في مباراتين، وهو الآن يلعب مع منتخب الجبل الأسود لكرة القدم، وقد سجل أول هدف في تاريخ المنتخب.

## إنجازاته
- كأس إيطاليا موسم 2007/2008
- كأس السوبر الإيطالي 2007
- الدوري الإيطالي 2011/2012

## روابط خارجية
- ميركو فوتشينيتش على موقع الاتحاد الدولي (مؤرشف)  (الإنجليزية)
- ميركو فوتشينيتش على موقع الاتحاد الأوربي (الإنجليزية)
- ميركو فوتشينيتش على موقع إي إس بي إن إف سي (الإنجليزية)
- ميركو فوتشينيتش على موقع قاعدة بيانات كرة القدم.إي يو (الإنجليزية)
- ميركو فوتشينيتش على موقع بيانات كرة القدم. دي إي (الألمانية)
- ميركو فوتشينيتش على موقع ناشيونال فوتبول تيمز (الإنجليزية)
- ميركو فوتشينيتش على موقع Soccerway.com (الإنجليزية)
- ميركو فوتشينيتش على موقع عالم كرة القدم.نت (الإنجليزية)
- ميركو فوتشينيتش على موقع AS.com (الإسبانية)